# Sidonia
Sidonia ist ein weiblicher Vorname. Die männliche Form lautet Sidonius, bekannt durch den gallo-römischen Aristokraten Sidonius Apollinaris.

## Herkunft
Der Name stammt aus dem Lateinischen und bedeutet Frau aus Sidon, einer früheren phönizischen Handelsstadt im heutigen Libanon.

## Namenstage
- 23. Juni[1]
- 14. November[2]

## Varianten
- Sidonie (deutsch, französisch)
- Sidonija (kroatisch, südslawisch)
- Sidony (englisch)
- Sydonia (polnisch)
- Zdena, Zdenka oder Zdeňka (tschechisch)
- Koseformen: Sida, Sitta, Sidi

## Bekannte Namensträgerinnen
Sidonia:
- Sidonia von Borcke (1548–1620), pommersche Adelige
- Sidonia Gall (* 1946), österreichische Autorin und Pädagogin
- Sidonia Jędrzejewska (* 1975), polnische Politikerin
- Sidonia Hedwig Zäunemann (1711–1740), deutsche Dichterin

Sidonie:
- Sidonie von Bayern (1488–1505), bayerische Prinzessin
- Sidonie von Böhmen (1449–1510), sächsische Herzogin
- Sidonie von Sachsen (1518–1575), wettinische Prinzessin und spätere Herzogin zu Braunschweig-Lüneburg und Fürstin von Calenberg-Göttingen
- Sidonie von Sachsen (1834–1862), Herzogin von Sachsen

- Sidonie Nádherná von Borutín (1885–1950), böhmische Baronin und Salonière
- Sidonie-Gabrielle Colette (1873–1954), französische Schriftstellerin, Varietékünstlerin und Journalistin
- Sidonie Goossens (1899–2004), britische Harfenistin
- Sidonie Grünwald-Zerkowitz (1852–1907), österreichische Schriftstellerin, Dichterin, Übersetzerin und Modeschöpferin
- Sidonie de la Houssaye (1820–1894), US-amerikanische Schriftstellerin
- Sidonie von Krosigk (* 1989), deutsche Schauspielerin
- Sidonie Springer (1878–1937), deutsch-böhmische Malerin und Grafikerin
- Sidonie Werner (1860–1932), Mitbegründerin des Jüdischen Frauenbundes und Hamburger Sozialpolitikerin

Zdenka:
- Zdenka Becker (* 1951), slowakisch-österreichische Schriftstellerin
- Zdenka Bergrová (1923–2008), tschechische Dichterin und Übersetzerin
- Zdenka Faßbender (1879–1954), tschechisch-deutsche Sängerin (Sopran)
- Zdenka Kramplová (* 1957), slowakische Politikerin
- Zdenka Podkapová (* 1977), tschechisches Fotomodell
- Zdenka Schelingová (1916–1955), slowakische Ordensfrau, 2003 heiliggesprochen

Zdeňka:
- Zdeňka Baldová (1885–1958), tschechische Schauspielerin
- Zdeňka Hledíková (1938–2018), tschechische Historikerin, Mediävistin, Archivarin, Kodikologin und Paläographin
- Zdeňka Holisová (* 1979), tschechische Crosslauf-Sommerbiathletin
- Zdeňka Pešatová (* 1999), tschechische Skispringerin
- Zdeňka Vávrová (* 1945), tschechische Astronomin
- Zdeňka Vejnarová (* 1981), tschechische Biathletin
- Zdeňka Černý (1895–1998), US-amerikanische Cellistin

## Sidonia in der Literatur
- Abschied von Sidonie, ein Roman des Schriftstellers Erich Hackl aus dem Jahr 1989[3]
- Pontus und Sidonia, mittelalterlicher Roman
- Sidonie von Grasenabb, konservative hinterpommersche Landadlige in Theodor Fontanes Roman Effi Briest aus dem Jahr 1895
- Sidonie Knobbe, drogensüchtige Prostituierte in Gerhart Hauptmanns Tragikomödie Die Ratten aus dem Jahr 1911